# Бесстрашный Жанно
Бесстрашный Жанно (фр. Jeannot l'intrépide) — французский полнометражный мультфильм 1950 года. Лента находится в общественном достоянии.

## Сюжет
Юный храбрец Жанно отправляется на остров, чтобы сразиться со злым великаном, хозяйничающим там. Однако у гиганта есть хитроумный прибор, с помощью которого он уменьшает Жанно до размеров пчелы. Так мальчик узнаёт о существовании Страны пчёл (Bee-Land), вступает в их армию и отважно сражается, защищая королеву-матку. После этого он ведёт в бой против великана пчёл и других своих новых друзей. Им удаётся победить, использовав прибор против самого гиганта: он становится маленьким, а Жанно получает обратно свой рост.

## Премьерный показ в разных странах[2]
- Франция — 13 декабря 1950
- Португалия — 1952
- Дания — 1 декабря 1952
- Финляндия — 12 декабря 1952
- США[3] — 5 июня 1953